# Halloy-lès-Pernois
Halloy-lès-Pernois település Franciaországban, Somme megyében. Lakosainak száma 325 fő (2022. január 1.). Halloy-lès-Pernois Canaples, Havernas, Pernois és Vignacourt községekkel határos.

## Népesség
A település népességének változása:
| Lakosok száma | 359  | 351  | 350  | 343  | 339  | 334  | 330  | 327  | 325  |
|               | 2013 | 2015 | 2016 | 2017 | 2018 | 2019 | 2020 | 2021 | 2022 |